# Palladius (césar)
Pour les articles homonymes, voir Pallade.
Palladius (c. 415/425 - mai 455) est césar de l'empire romain d'Occident pendant deux mois, en 455, aux côtés de son père Pétrone Maxime. Né entre 415 et 425, il occupe peut-être le poste de préfet du prétoire dans les années 440. Après l'assassinat de l'empereur Valentinien III et la prise du pouvoir par son père, Palladius est élevé au rang de césar. Il est marié à Eudocia, fille de Valentinien III, afin d'asseoir la légitimité de son père au trône impérial. Cette union provoque cependant la rupture d'un traité, conclu sous Valentinien, avec le roi vandale Genséric, par lequel Eudocia était promise à Hunéric, le fils de Genséric. Les Vandales envahissent et mettent à sac Rome, provoquant la fuite de Maxime et Palladius le 31 mai 455. Ces derniers sont cependant capturés par une foule de paysans et tués, soit par la foule elle-même, soit par des servants du palais.

## Biographie

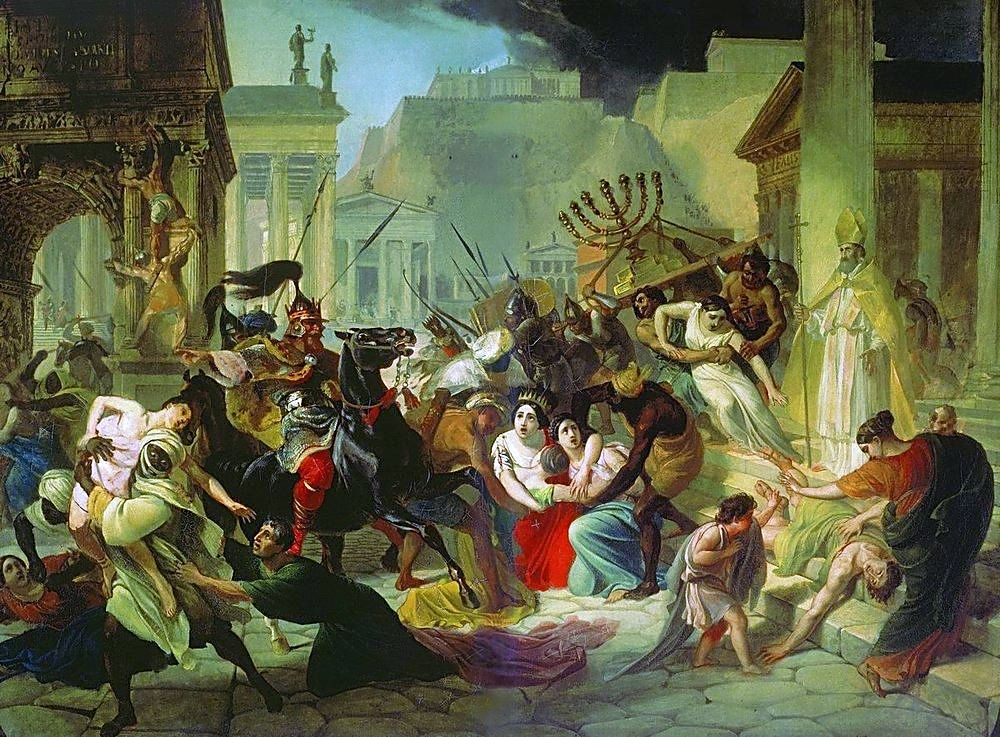
Sac de Rome par les Vandales de Genséric, toile de Karl Brioullov, 1833-1836.

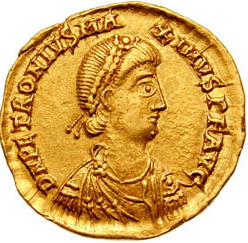
Solidus de Pétrone Maxime, père de Palladius.

Palladius est né entre 415 et 425. Son père, Pétrone Maxime est un sénateur très aisé, deux fois consul, ayant occupé plusieurs charges publiques sous les empereurs Honorius et Valentinien III,. Palladius a peut-être occupé la charge de préfet du prétoire dans les années 440.
Maxime devient empereur romain d'Occident le 17 mars 455, après l'assassinat de Valentinien III. Palladius est alors élevé au rang de césar, ou héritier désigné, par son père,, bien qu'aucune pièce ne soit frappé à son effigie. Afin d'asseoir sa légitimité, Maxime lie sa propre famille à la veuve et la fille de Valentinien III, toutes deux membres de la dynastie théodosienne. Palladius est marié à Eudocia, la fille de Valentinien III, alors que lui-même épouse Licinia Eudoxia,,,. Cependant, ces unions violent les termes d'un traité conclut entre Valentinien III et le roi vandale Genséric, lequel arrange le mariage d'Eudocia au fils de Genséric, Hunéric. Genséric assemble alors une flotte contre Rome. Face à l'impréparation de Maxime, les nobles quittent la ville en masse, mais les paysans ne peuvent partir qu'a condition d'obtenir une permission gouvernementale. Alors que la flotte vandale approche de Rome, Maxime autorise finalement toute personne souhaitant fuir à le faire. Le 31 mai, Maxime et Palladius tentent à leur tour de fuir la ville, mais ils sont arrêtés par une foule de paysans. Deux récits alternatifs de cet évènement existent: dans le premier cas, les servants du palais les tuent tous les deux, probablement pour plaire à la foule ; dans le deuxième, ils sont frappés par des pierres lors de leur chevauchée puis lynchés par les émeutiers,,.
Le seul contemporain à mentionner la vie de Palladius est Hydace de Chaves. Peu d'éléments sont connus sur le co-règne de Maxime et Palladius : pour l'historien allemand Ferdinand Gregorovius, les mariages de Maxime et Palladius, et l'élévation de Palladius au rang de césar furent probablement les seules deux actions significatives de leurs environ 77 jours de règne.

### Sources anciennes
- (la) Hydatius, Chronica (lire en ligne), s. a. 455.XXXI.